# 에투알 개선문
에투알 개선문(프랑스어: Arc de triomphe de l'Étoile 아르크 드 트리옹프 드 레투알[*])은 프랑스 파리 샹젤리제 거리의 서쪽 끝, 샤를 드골 광장 한복판에 위치한 거대한 개선문이다. 개선문의 위치는 총 3개의 아롱디스망에 걸쳐있는데, 남서쪽으로 16구, 북쪽으로 17구, 동쪽으로 8구가 자리하고 있다. 에투알 개선문은 프랑스 혁명과 나폴레옹 전쟁에서 죽은 전사자들을 기리기 위하여 세워졌으며, 개선문 아래에는 당시 전쟁에서 프랑스가 거둔 모든 승전보들과 지휘관들의 이름이 양각되어있다. 개선문 아래에는 제1차 세계 대전에서 죽은 이들을 기리는 무명 용사들의 무덤이 위치하여 있다.
에투알 개선문은 1806년에 건축가 장 샬그랭에 의하여 처음 설계되었으며, 군중들에게 최대한 애국심을 끓어오르게 하기 위하여 장대하고 우아한 신고전주의를 채택하여 개선문의 모양을 만들었다. 에투알 개선문은 로마의 티투스 개선문을 본따 지었으며, 그 높이는 약 50m, 넓이는 약 45m, 그 깊이는 22m이다. 1919년에 제1차 세계 대전이 종전되고 약 3주 후 개선 퍼레이드를 벌일 때, 비행사 찰스 고드프로이가 자신의 비행기를 몰아 개선문의 아치를 통과하여 화제가 된 일이 있었다.
파리의 에투알 개선문은 멕시코시티에 개선문이 약 67m의 높이로 세워지기 전까지 세계에서 가장 높은 개선문이었으며, 1982년에 완공된 평양 개선문은 에투알 개선문의 모습을 본땄으며 그 높이는 60m로 에투알 개선문보다 약간 더 높다. 이후 파리에 세워진 신개선문은 약 110m의 높이이고, 프랑스어로 '개선문'이라는 뜻은 없지만 에투알 개선문과 거의 비슷한 용도로 설계되었다는 점에서 개선문이라고 불린다. 이는 세계에서 가장 거대한 아치 구조물이다. 개선문의 바로 아래에는 무명 용사의 무덤이 있는데 사계절 등불이 꺼지는 일이 없고 헌화가 시드는 일이 없다.

## 개요

샤를 드골 광장

파리의 상징적인 건축물의 하나로, 단순히 개선문이라고 말하면, 파리의 이 개선문을 가리키는 경우가 많아 세계 최고의 관광 명소가 되고 있다. 이 개선문을 중심으로, 샹젤리제 거리가 시작, 12개의 거리가 부채꼴 모양으로 뻗어 있어 그 모양이 지도 위에서 빛나는 "별 = étoile"처럼 보이기 때문에, 이 광장은 "별의 광장 (Place de l' Étoile, 에투알 광장)이라고도 부른다. 따라서 “에투알 광장의 개선문”의 정식 명칭은 Arc de triomphe de l' Étoile이다. 다만 현재 이 광장은 샤를 드골 광장(Place Charles de Gaulle)으로 명칭이 변경되었다.
‘승리의 아치’(Arc de Triomphe)라는 이름에서 알 수 있듯이, 개선문 자체는 전승 기념비이다. 따라서 개선문은 파리 시내에도 카르제르 문, 셍 드니 문, 셍 마땅 문 등 다수 
샹젤리제 거리와 이 개선문의 연장선에 있는 라데팡스에는 신개선문(La Grande Arche 또는 Arche de la Défense)이 있는데, 이것은 전승 기념비가 아니므로 정식 이름에 “triomphe”가 있지 않다. 그러나 샹젤리제 도시 축에 있는 카루젤 개선문, 개선문에 이은 제 3번째의 문 (arc, arche)이라는 인식이 있기 때문에, 프랑스의 나라 표어인 “자유, 평등, 우애”(Liberté, Égalité , Fraternité)에서 딴 ‘우애의 큰 아치’(La Grande Arche de la Fraternité)의 정식 명칭을 가지고 있다. 고대 그리스, 로마의 건축 양식을 본 딴 신고전주의 건축의 대표작이다.

## 역사

### 착공

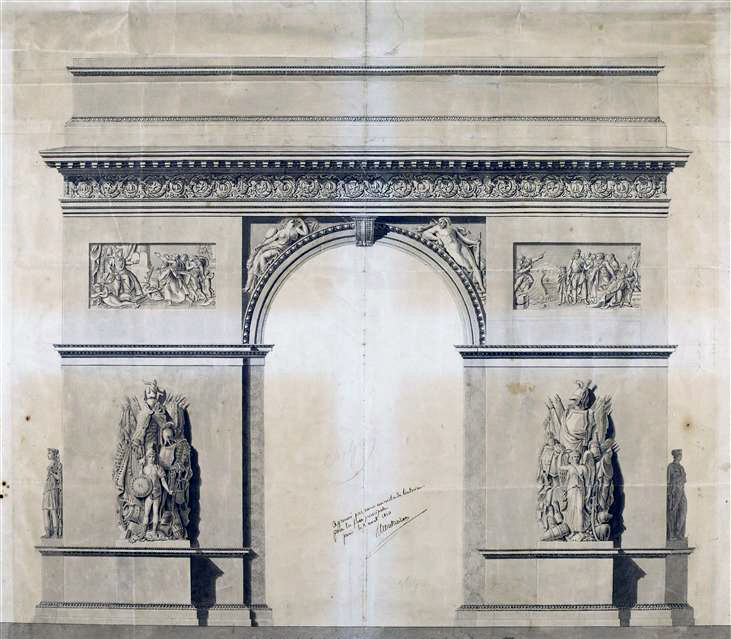
장 샬그랭이 제시한 파리 에투알 개선문의 초기 설계안

파리의 에투알 개선문은 센 강의 우편, 12개의 거리가 서로 만나는 광장 한복판에 위치하고 있다. 개선문은 나폴레옹 1세가 《아우스터리츠 전투》에서 승리한 직후, 그의 권세가 정점에 이르렀을 때에 건설이 시작되었다. 기초를 놓는 작업 자체만으로도 약 2년에 달하는 시간이 소요되었다. 나폴레옹이 1810년에 그의 신부인 오스트리아의 마리 루이즈 도트리슈와 함께 파리로 들어왔을 때, 아직 개선문이 완공되지 않았기에 그는 목재로 임시로 모양을 낸 개선문 아래를 통과하여 개선 퍼레이드를 벌일 수 밖에 없었다. 개선문의 건축가인 장 샬그랭은 1811년에 사망하였으며, 그 작업은 장 니콜라스 후요트에 의해 계승되었다.
왕정 복고 시대의 혼란기 동안 개선문의 건축 작업은 유예되었고, 루이 필립이 확고하게 왕위에 복위한 이후인 1833년에야 완공되었다. 1840년 12월 15일에는 세인트헬레나에서 돌아온 나폴레옹의 유해가 이 개선문을 통과하며 장례식을 치루었으며, 옛 황제의 시신은 앵발리드에 안치되었다. 또한 빅토르 위고의 시신이 1825년 5월 22일에 판테온에 안장되기 직전에 하루 밤동안 개선문 아래에 안치되어 있었다.

### 20세기

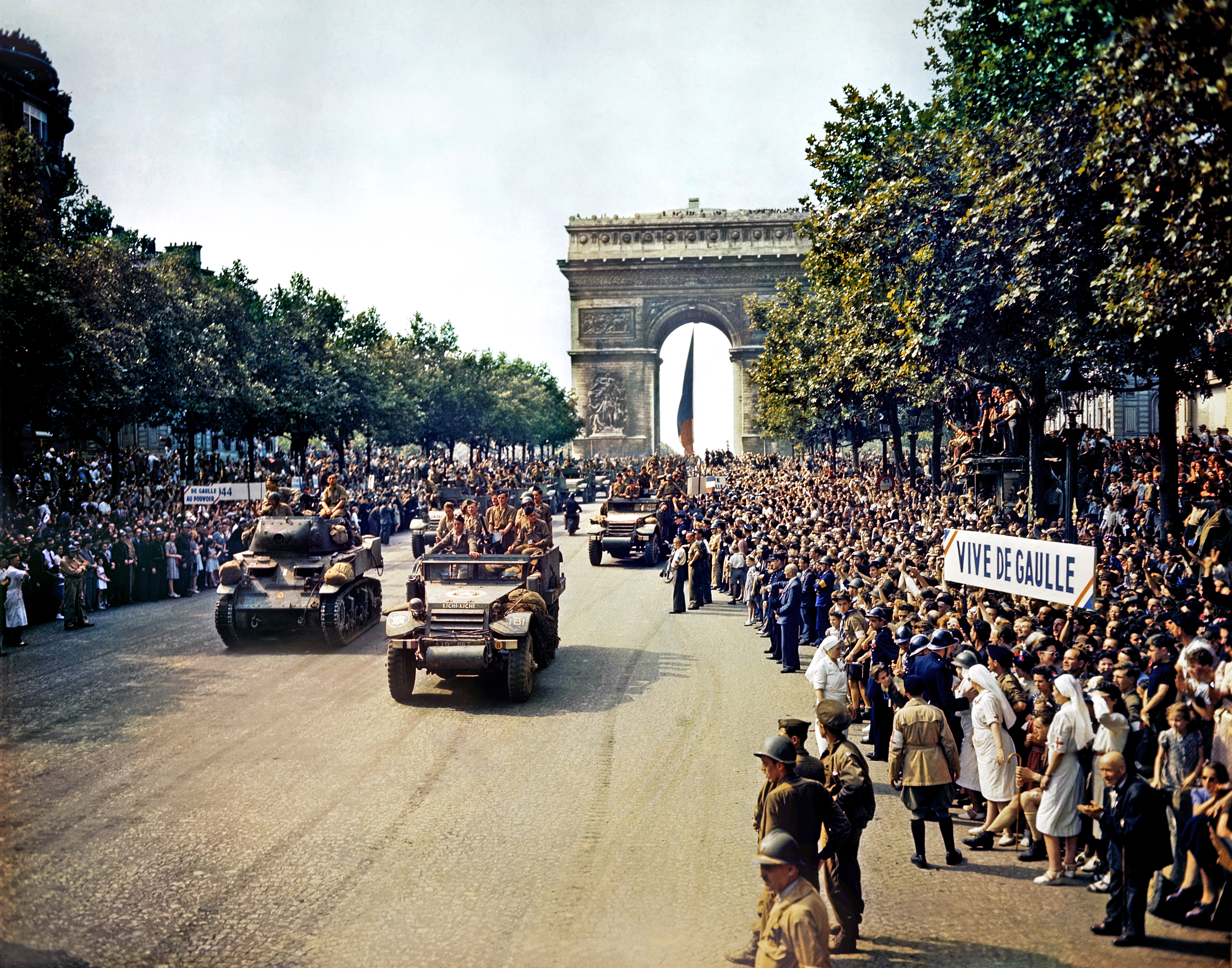
1944년 8월 25일 파리 해방 뒤 프랑스 제2기갑사단의 전차와 하프 트랙을 보기 위해 샹젤리제 거리에 모인 프랑스 군중

전설에 의하면 베르됭 전투가 시작되던 바로 그날, 개선문의 조각상이 들고있던 칼이 부러져 떨어졌다고 한다. 이 칼은 곧바로 회수되어 숨겨졌고, 혹시모를 재발 사태가 일어나 민심을 소요시키는 일을 막기 위하여 감시와 개보수 작업을 동시에 진행하였다고 전해진다. 1919년 8월 7일, 찰스 고드프로이가 성공적으로 비행기를 몰고 개선문의 아치 아래를 통과하였다. 개선문은 프랑스의 국가적인 승전 이후 항상 병사들이 개선식을 진행하는 역사적인 명소로 변하였다. 이 곳에서 행해진 유명한 군사 퍼레이드들의 예에는 1871년에 독일 병사들이 파리에서 치른 개선식, 1919년에 프랑스가 치른 개선식, 1940년에 나치 독일이 파리를 점령한 이후 치른 개선식, 그리고 1945년에 프랑스와 연합국들이 함께 치른 개선식 등이 있다. 이 중 특히 1940년의 독일 개선식에는 이 곳에 나치 독일 국기가 걸렸으며, 히틀러가 이 곳을 전차로 지나가기도 하였다. 다만 개선문 아래에 무명 용사의 무덤이 만들어진 이후에는 예우 차원에서 더 이상 아치를 통과하여 진행하는 개선식은 사라졌다. 이후의 개선식들은 모두 개선문 주변을 한바퀴 도는 형식으로 치러졌고, 이 관례는 히틀러와 드골 장군도 지킨 바 있다.
1960년대 초에는 도심에서 뿜어져 나오는 배기가스와 매연으로 인해 개선문이 매우 심하게 검게 그을려졌다. 이후 1965년~1966년에 대대적인 표백 청소 작업이 진행되었으며, 샹젤리제 거리를 확장하는 작업과 함께 파리에 신개선문이 1982년에 세워지며 일명 '역사의 축'이 완성되었다. 1995년에는 알제리의 극단 이슬람주의자들이 이 곳에 폭탄 테러를 계획하여 17명의 사람들이 숨졌다.

### 21세기
2018년 후기, 개선문은 노란 조끼 운동 시위로 인하여 약간 훼손되었다.

## 디자인

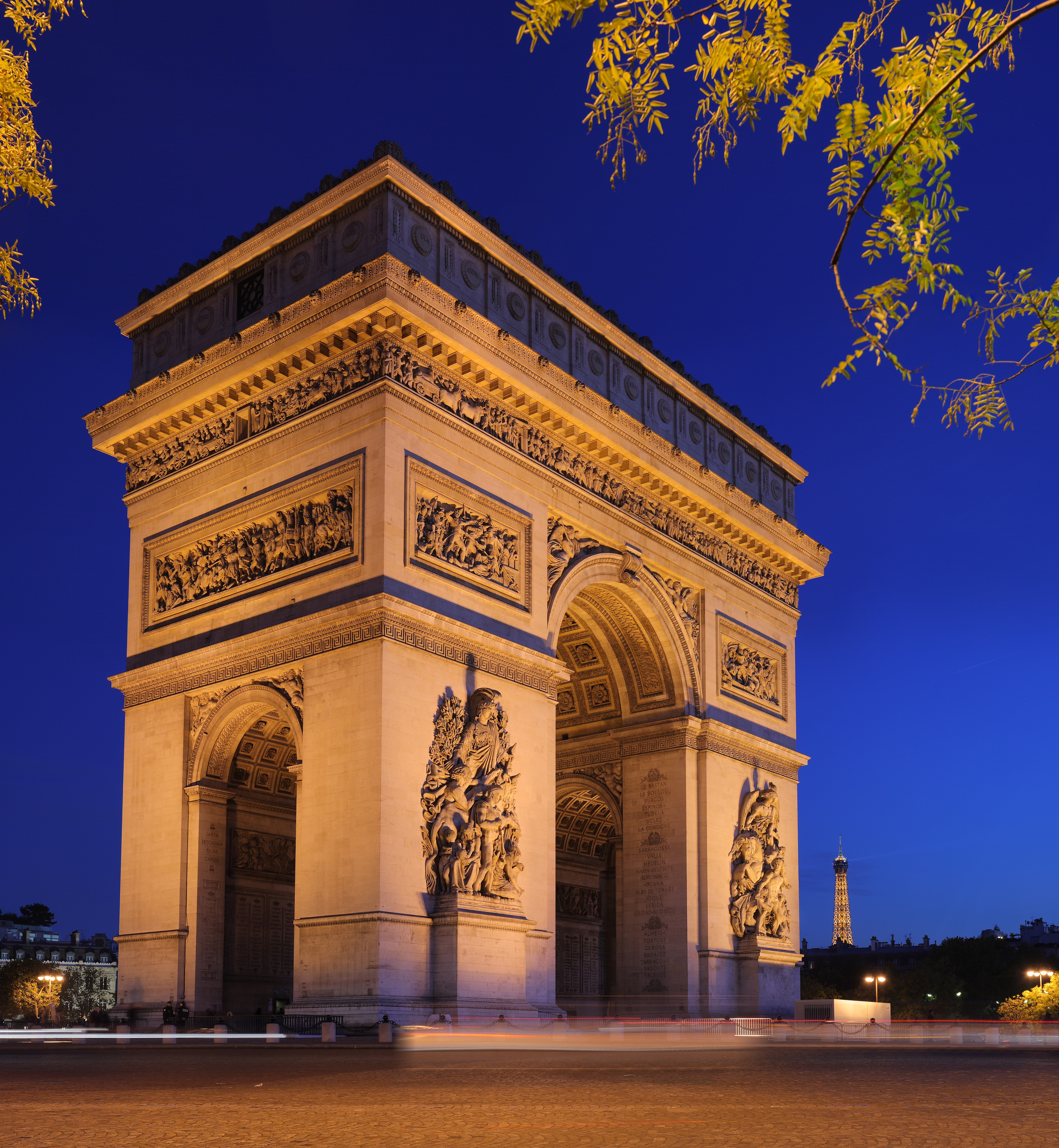
샤를 드골 광장

파리 에투알 개선문의 초기 설계안은 장 샬그랭이 고대 로마의 양식을 답습하여 만들었다. 개선문에 붙어있는 조각들은 19세기의 신고전주의 양식의 프리즈들처럼 단순히 개선문을 장식하는 용도로 지어진 것이 아니라, 각자 하나하나가 무언가 역사적인 사건들을 기념하여 지어진 것들이다. 개선문 하부에 있는 4개의 조각품들은 <1810년 승리>, <저항>과 <평화>, <1792년 출발> 등이 있다. 이들 중 <1792년 출발>은 워낙 유명한 조각품이라, 라 마르세예즈라는 이름이 따로 붙었다. 이 작품은 프랑수와 휘드(François Rude)의 작품으로, 여인으로 의인화된 프랑스가 자신의 국민들을 이끌고 있는 모습을 표현하고 있다. 이는 프랑스 육군 원수의 벨트 버클의 장식 도안에 사용되기도 하였다. 1815년에 나폴레옹이 패망한 이후, <평화>는 나폴레옹 세력의 소멸을 의미하는 것으로 그 의미가 바뀌었다.
병사들의 모습으로 장식된 프리즈로 꾸며진 옥상에는 프랑스 혁명과 나폴레옹 전쟁에서 프랑스가 거둔 주요 승리들을 새긴 방패 30여개가 자리하고 있다. 개선문의 안쪽에는 660개의 이름들이 새겨져 있는데, 이들 중 558개는 프랑스 제 1제국의 장군들의 이름이다. 전투 도중 전사한 장군들의 이름은 특별히 밑줄이 그어져 있다. 개선문의 아치들 중 조금더 좁은 쪽에는 나폴레옹 전쟁의 전투들이 새겨져 있는데, 다만 나폴레옹이 엘바 섬에서 탈출한 이후 워털루 전투에서 패하기 전까지의 전투들은 이 곳에 새겨져 있지 않다.
1882년과 1886년 동안, 알렉산드레 파귀에레가 아치 상부를 장식하는 조각품들을 더했다. 이들 중에는 '혁명의 승리'(Le triomphe de la Révolution)이 있는데, 이는 폭정과 탄압을 마차로 짓밟고 있는 모습을 묘사하고 있었다. 다만 이 조각품은 1890년에 무너져 내렸기 때문에, 현재는 전혀 찾아볼 수 없다.

### 무명 용사의 무덤

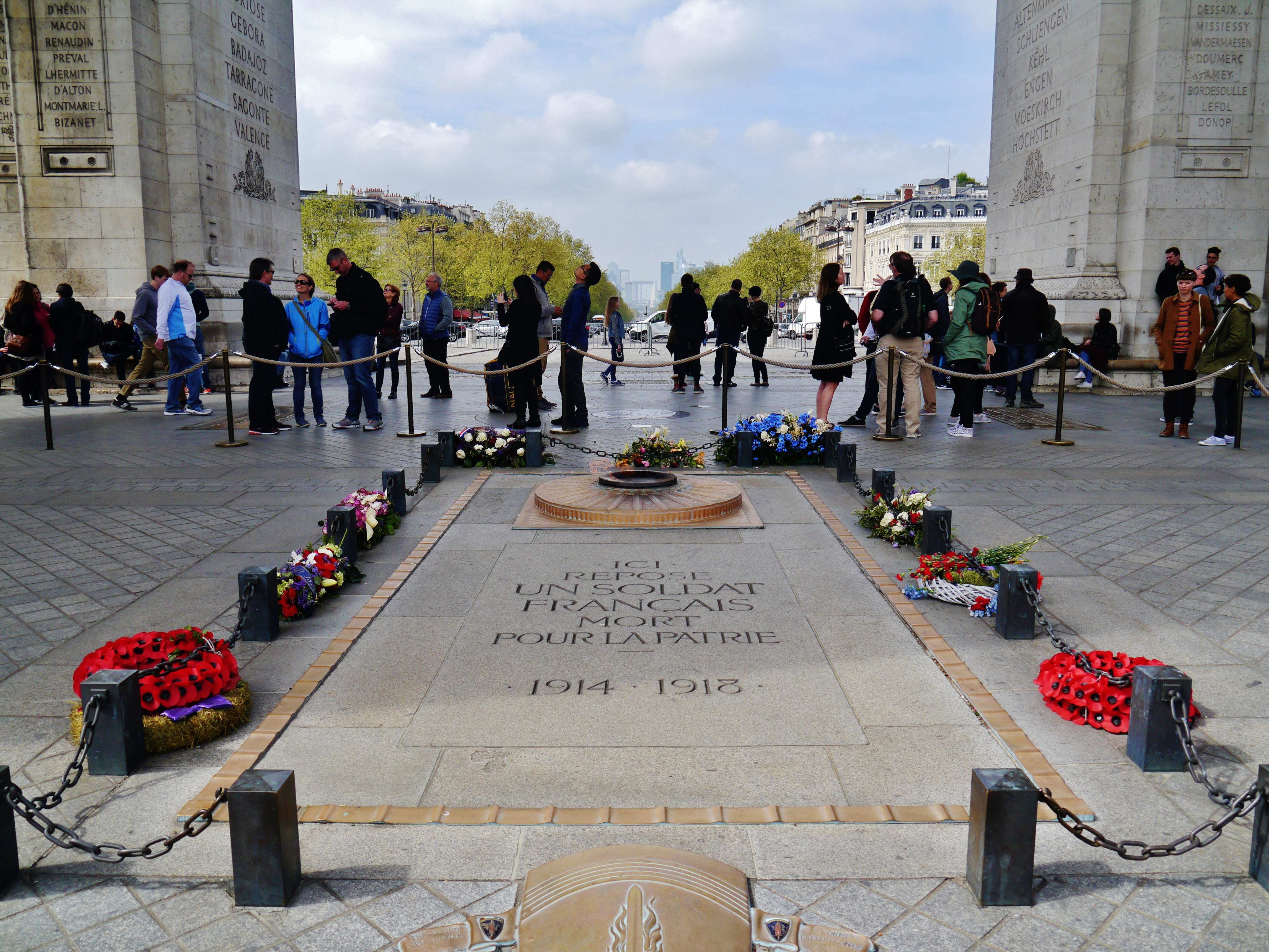
무명 용사의 무덤

개선문의 바로 아래에는 제 1차 세계대전에서 죽은 무명용사들을 기리는 무덤이 있다. 이는 1920년에 독일이 항복한 날을 기념하여 만들어진 것인데, 이때 이 곳에 절대로 꺼지지 않는 성화가 점화되어 현재까지 이르고 있다. 이 성화는 4세기에 베스타 신전의 성화가 꺼진 이후, 서양에서 처음으로 공식적으로 점화된 Eternal Flames, 즉 꺼지지 않는 성화이다. 이후 제 2차 세계대전이 발발하자, 지금은 2개의 세계대전에서 죽은 이들 모두를 기리는 곳으로 바뀌었다.
매년 11월 11일에는 무명 용사의 무덤에서 추모식이 열리는데, 이는 1920년 11월 11일에 독일이 세계대전에서 항복을 선언한 날이기에 이를 기념하기 위해 일부러 11일에 여는 것이다. 1차 세계대전이 끝난 직후에는 본디 판테온에 무명용사들의 유해를 묻으려 하였으나, 국민들의 의견으로 인하여 유해가 결국 개선문 아래에 묻히게 되었다. 1920년 11월 20일에 관들이 개선문 아래 지하 1층에 묻혔고, 1921년 1월에 공식적으로 안장되었다. 무덤 위의 석판에는 다음과 같은 문구가 새겨졌다. 'ICI REPOSE UN SOLDAT FRANÇAIS MORT POUR LA PATRIE, 1914-1918'. 한국어로 번역하면 '이 곳에 조국을 위해 싸우다 죽은 프랑스 병사들이 잠들다, 1914-1918'이라는 뜻이다.
1961년에는 미국의 케네디 대통령이 이 곳을 방문하여 드 골 대통령과 함께 무명용사들에게 경의를 표했다. 1963년에 케네디 대통령이 암살된 직후, 그의 아내였던 재클린 케네디는 개선문의 성화를 기억해 내고, 그 성화를 버지니아주 알링턴 국립묘지의 케네디의 묘 옆에 놓아달라고 부탁했다. 이후 드 골 대통령이 장례식에 참가하기 위하여 직접 워싱턴 D.C로 향했고, 이 때 성화도 같이 가져가 케네디의 묘 근처에 점화하였다.

## 상세 조각들
개선문의 기둥들에 조각된 4개의 주된 조각군들은 다음과 같다.
- Le Départ de 1792 - 다른 이름으로는 라 마르세예즈가 있다. 8월 혁명으로 프랑스 제1공화국이 탄생한 것을 기념하는 의미로, 이 곳에는 날개를 단 자유의 여신이 시민들을 독려하고 있는 모습을 나타내고 있다. 또한 제1차 세계 대전에 자원적으로 참전하러 떠난 이들, 그리고 1915년에 프랑스에 자금을 돌려준 이들을 기념하는 의미도 있다.
- Le Triomphe de 1810 - 쇤브룬 조약을 기념하고 있다. 승리의 여신이 나폴레옹에게 월계관을 씌워주는 모습을 나타내고 있다.
- La Résistance de 1814 - 프랑스 저항을 기념하고 있다.
- La Paix de 1815 - 파리 조약을 기념하고 있다.

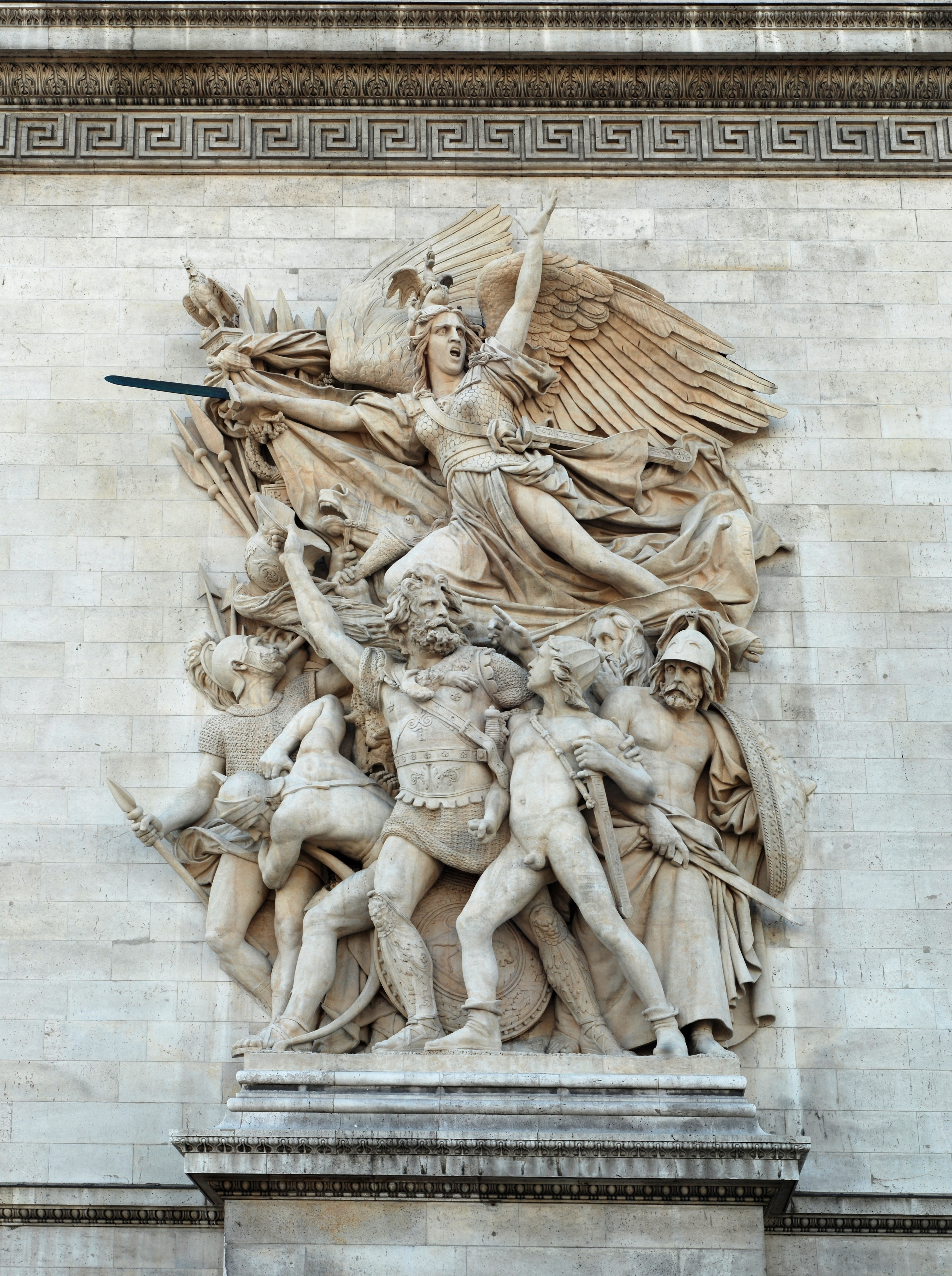
1792년 출발
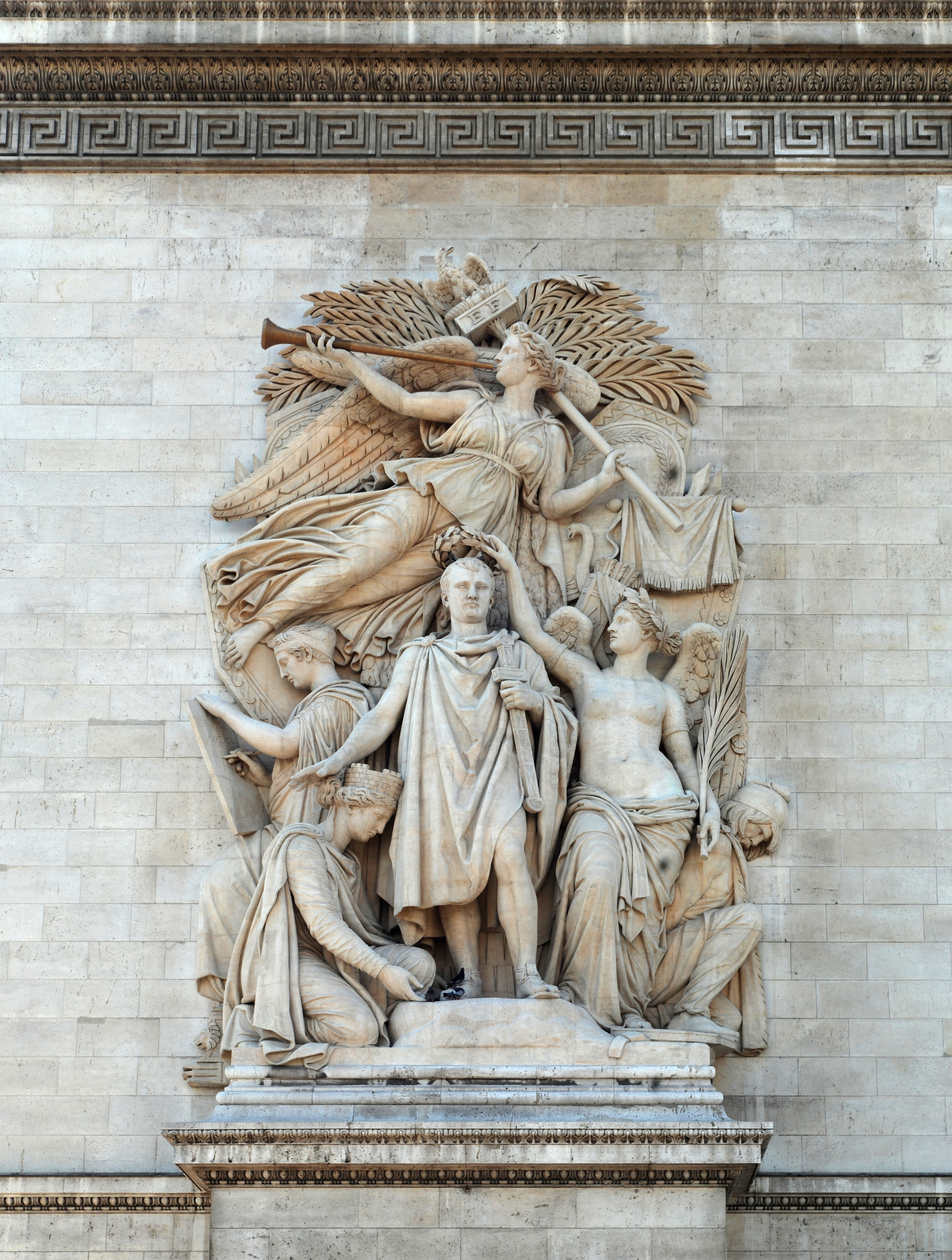
1810년 승리
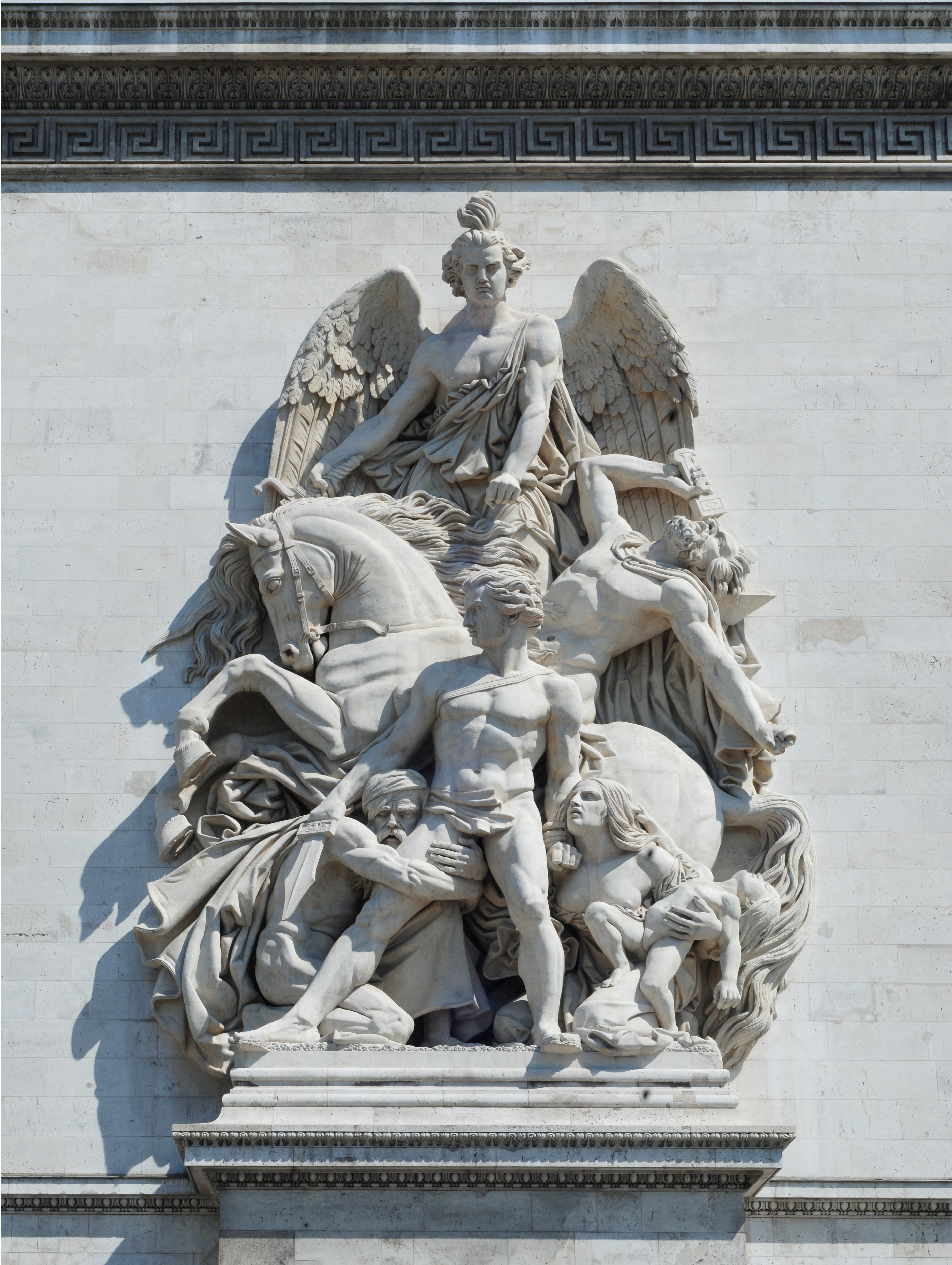
1814년 저항
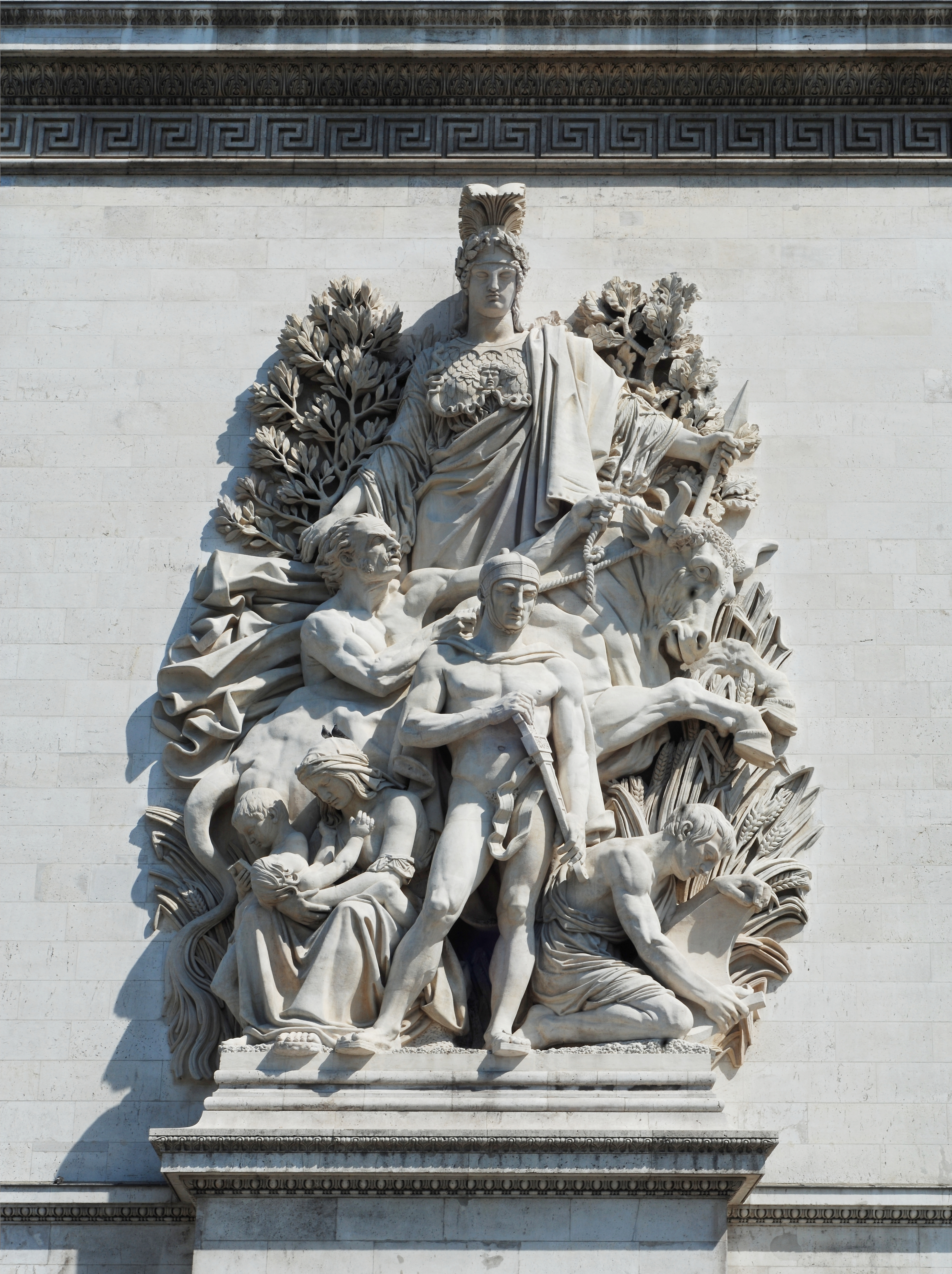
1815년 평화

아치의 파사드에 새겨진 6개의 조각들은 프랑스 혁명과 나폴레옹 전쟁을 묘사한 것들인데, 이들의 목록은 다음과 같다.
- Les funérailles du général Marceau (마르소 장군의 장례식), Henri Lemaire (남쪽 파사드, 우편).
- La bataille d'Aboukir (아부키르 전투), Bernard Seurre (남쪽 파사드, 좌편).
- La bataille de Jemappes (제파페스 전투), Carlo Marochetti (동쪽 파사드).
- Le passage du pont d'Arcole (아르콜 다리 전투), Jean-Jacques Feuchère (북쪽 파사드, 우편).
- La prise d'Alexandrie, (알렉산드리아의 함락), John-Étienne Chaponnière (북쪽 파사드, 좌편).
- La bataille d'Austerlitz (아우스터리츠 전투), Théodore Gechter (서쪽 파사드).

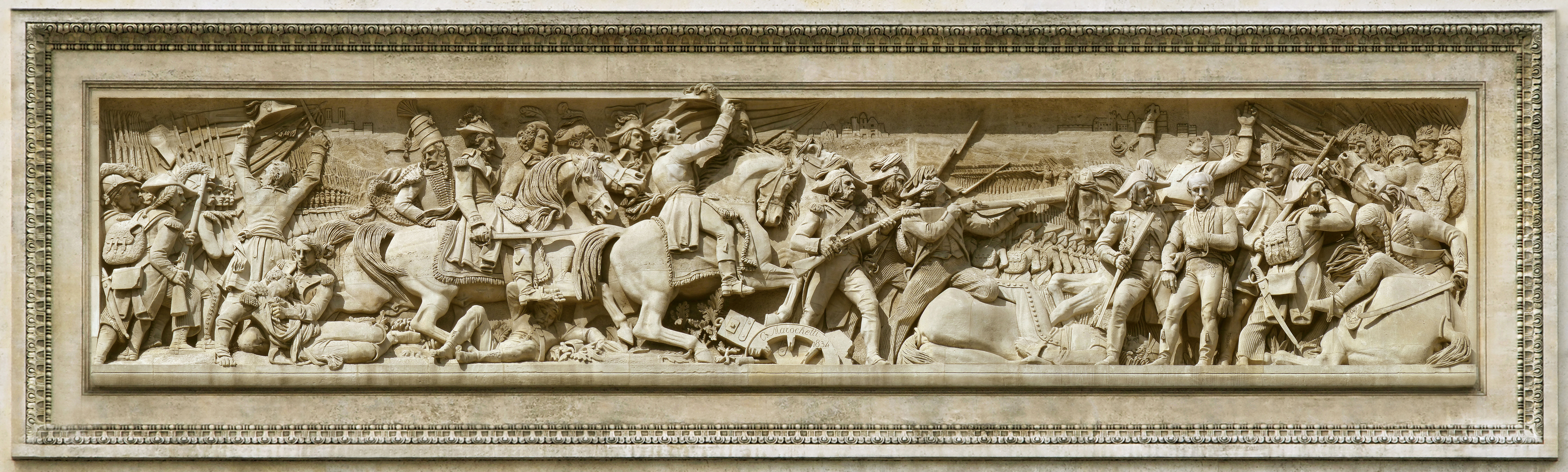
제마페스 전투
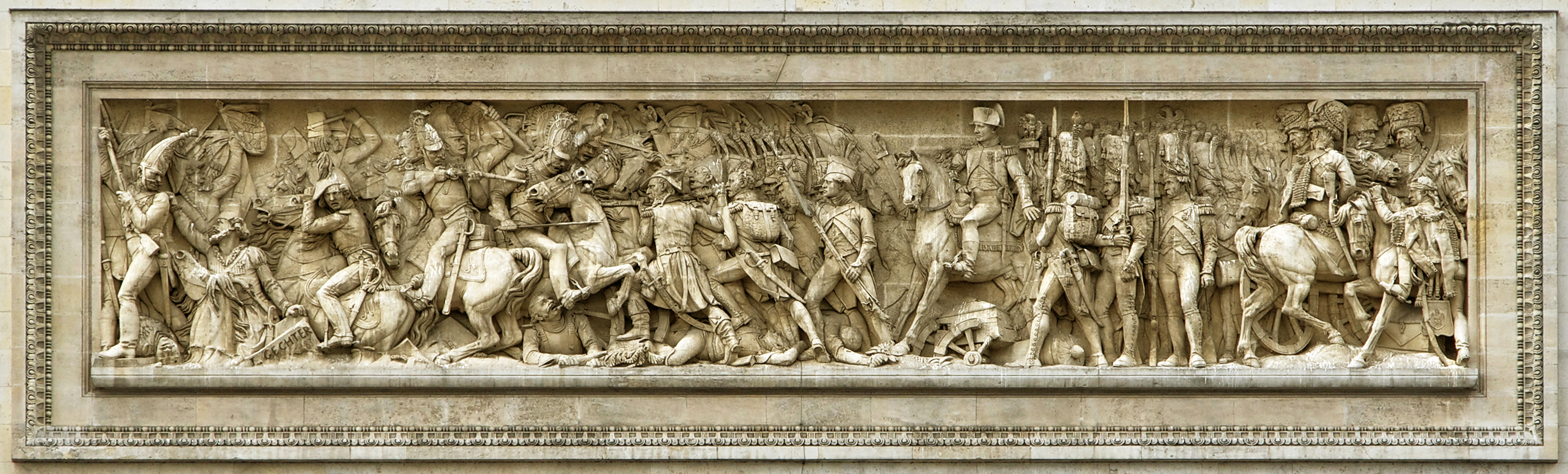
아우스터리츠 전투

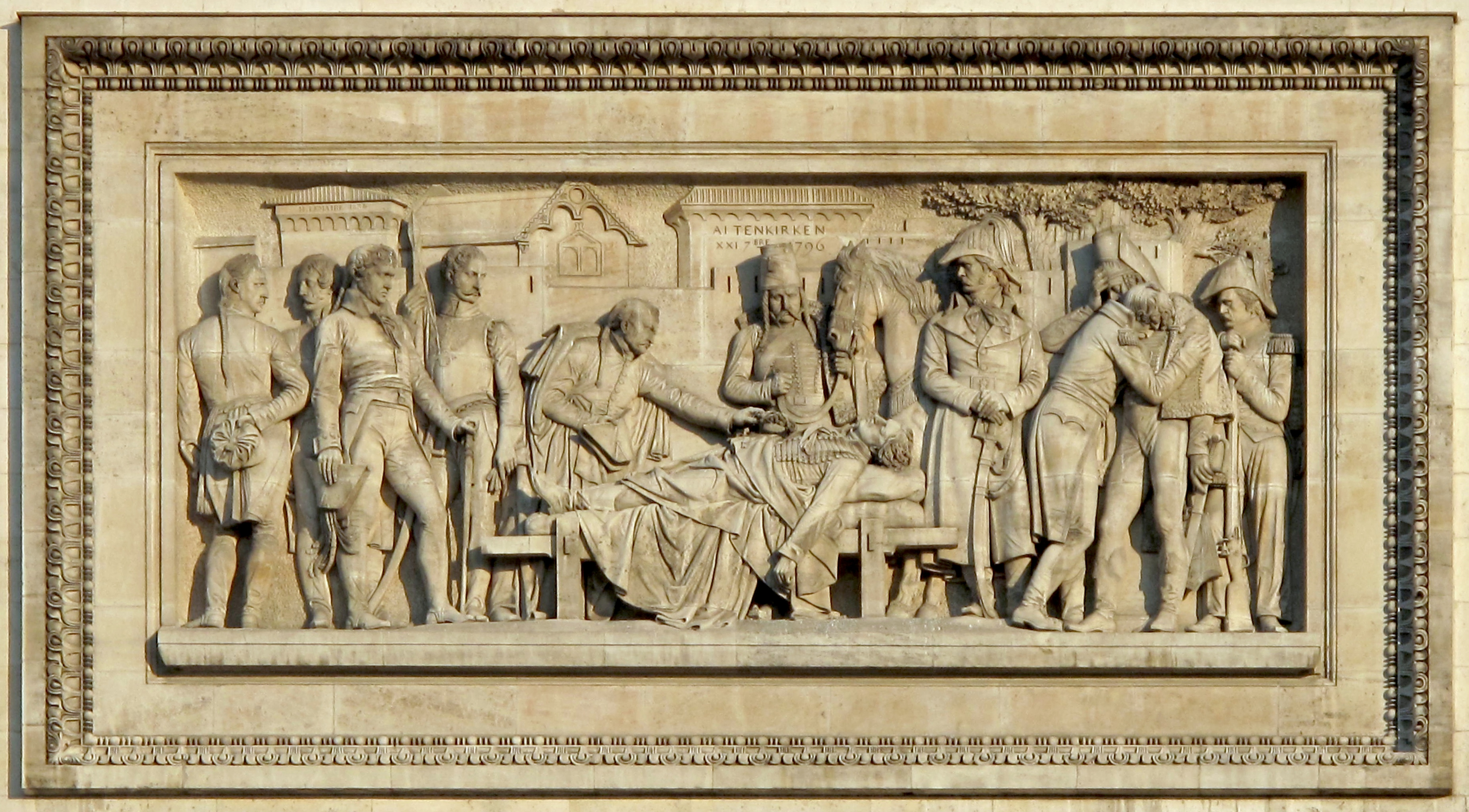
마르소 장군의 장례식
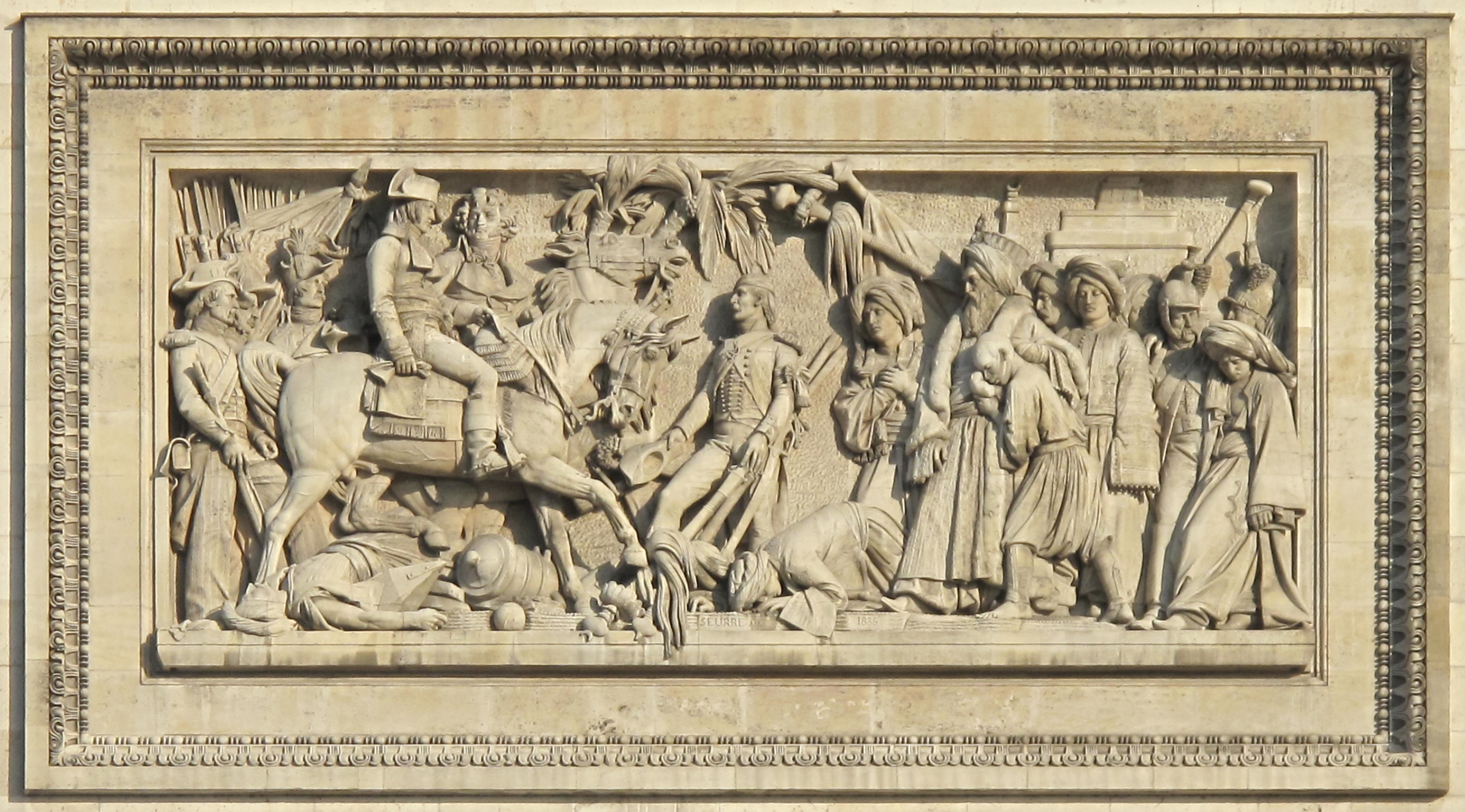
아부키르 전투
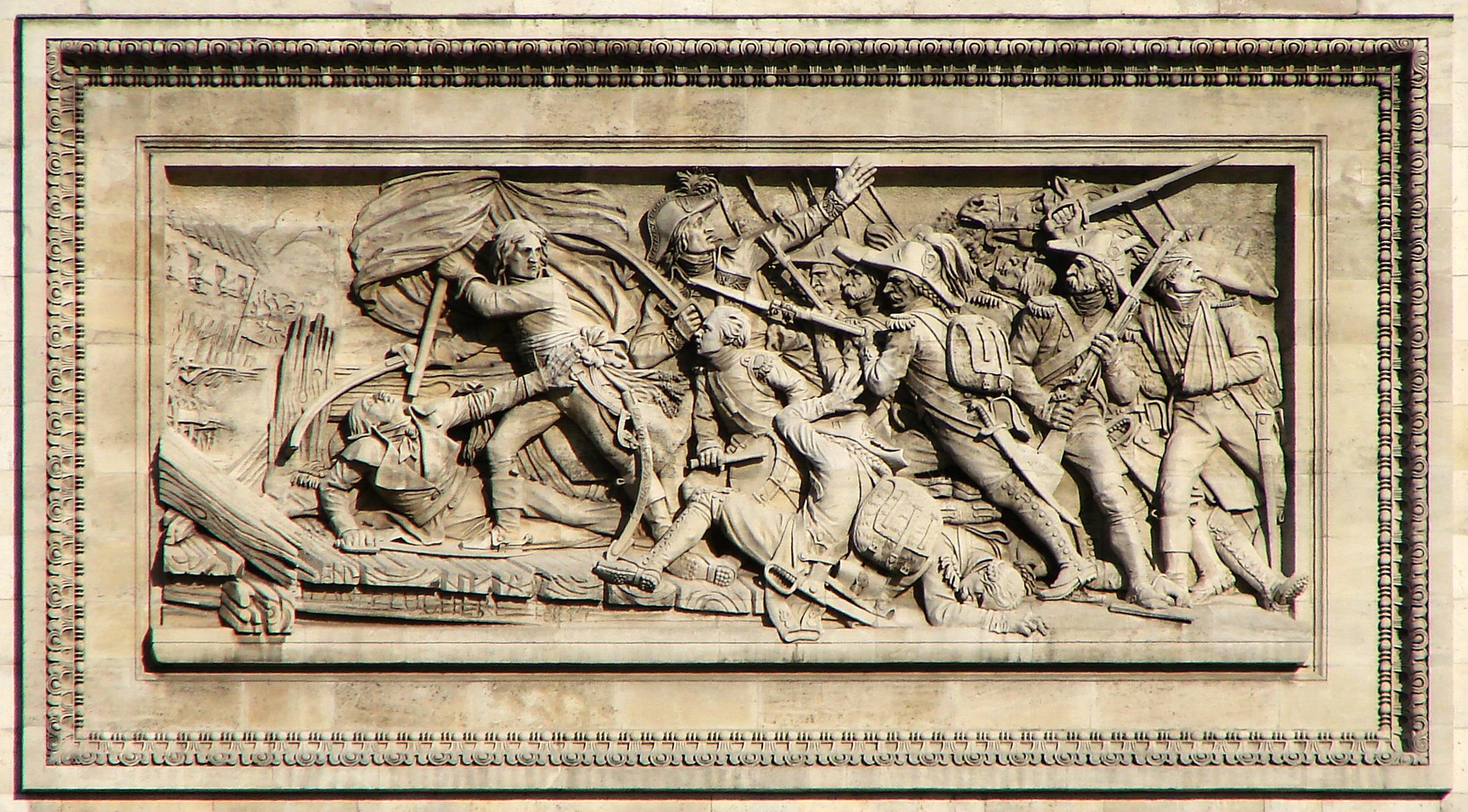
아르콜 다리의 전투
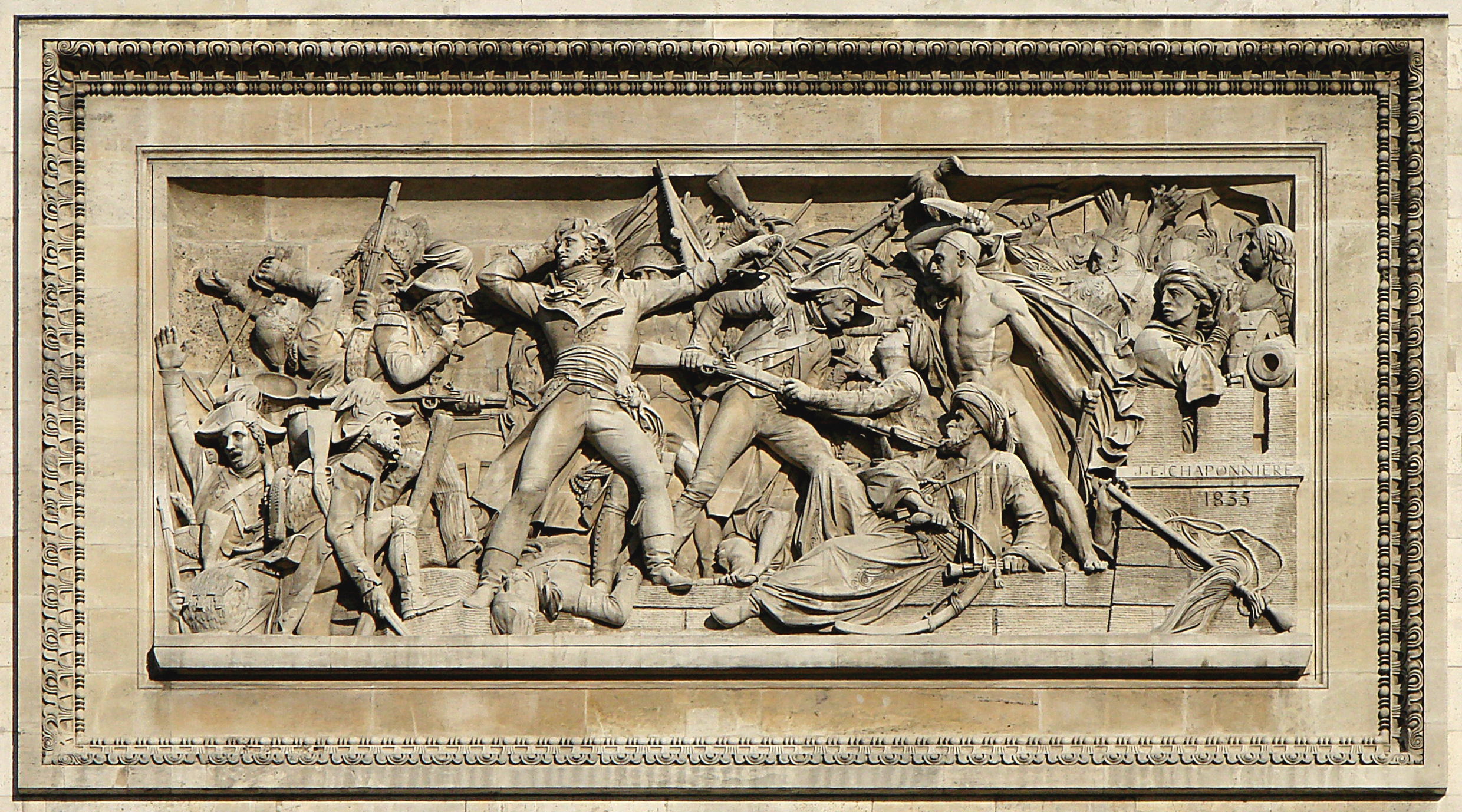
알렉산드리아의 함락

옥상에는 프랑스 혁명과 나폴레옹 전쟁 때에 치러진 전투들 중, 가장 규모가 큰 전투들의 이름이 새겨져 있다. 내부 파사드에는 전쟁들 중 프랑스가 승리한 전투들의 이름들이 새겨져 있다.

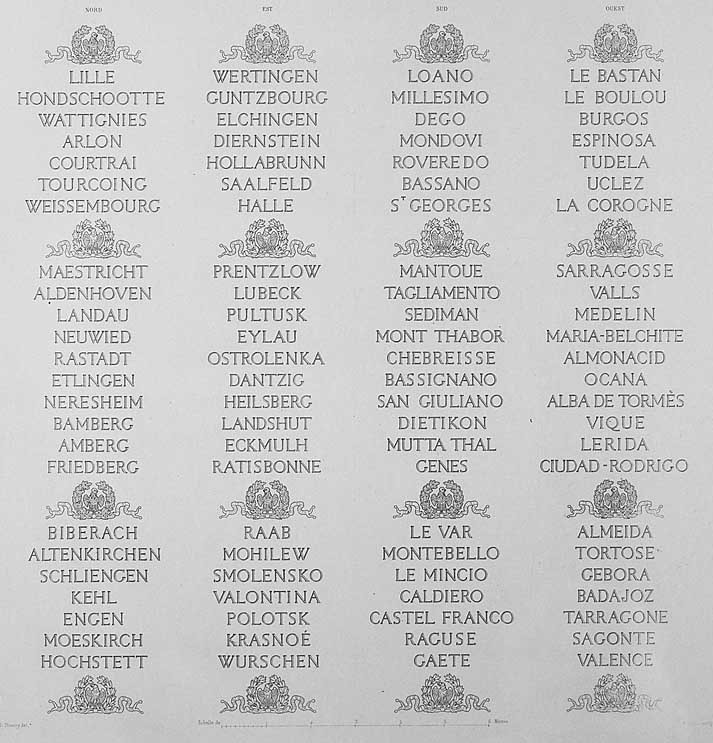
프랑스가 승리한 전투들

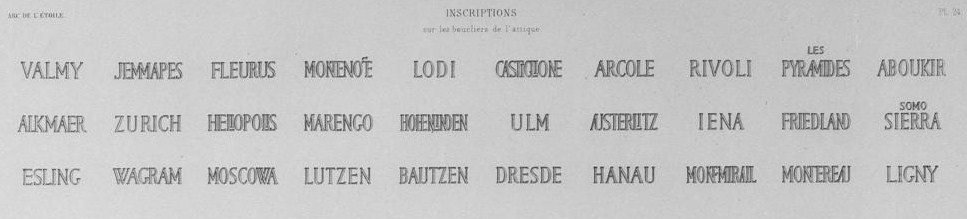
전투들의 석판

상대적으로 작은 아치들의 내부 파사드에는 프랑스 혁명과 제국 시대의 유명인의 이름이 새겨져 있다. 전투 도중 전사한 장교의 이름은 특별히 밑줄이 그어져 있다.

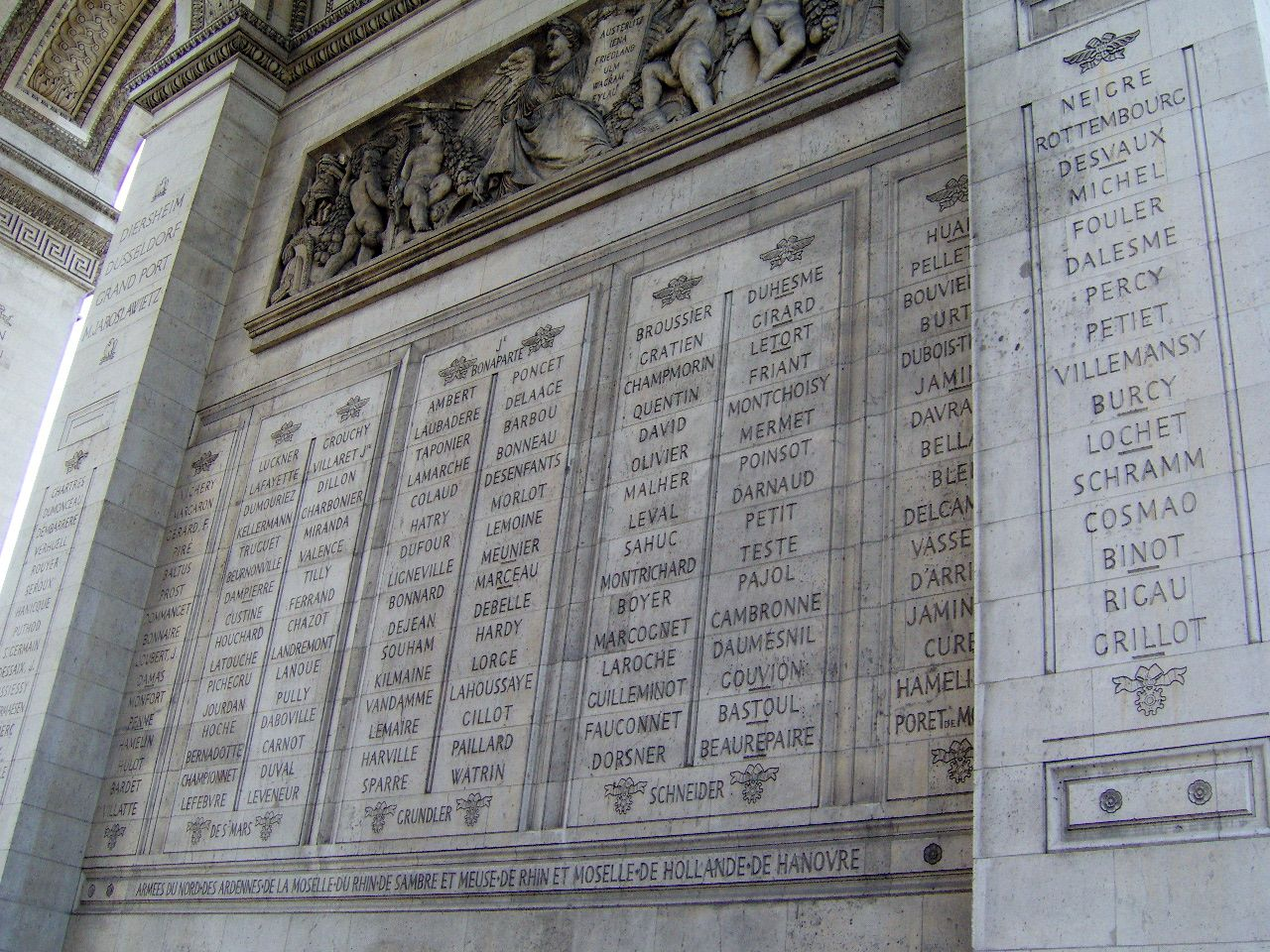
북쪽 기둥
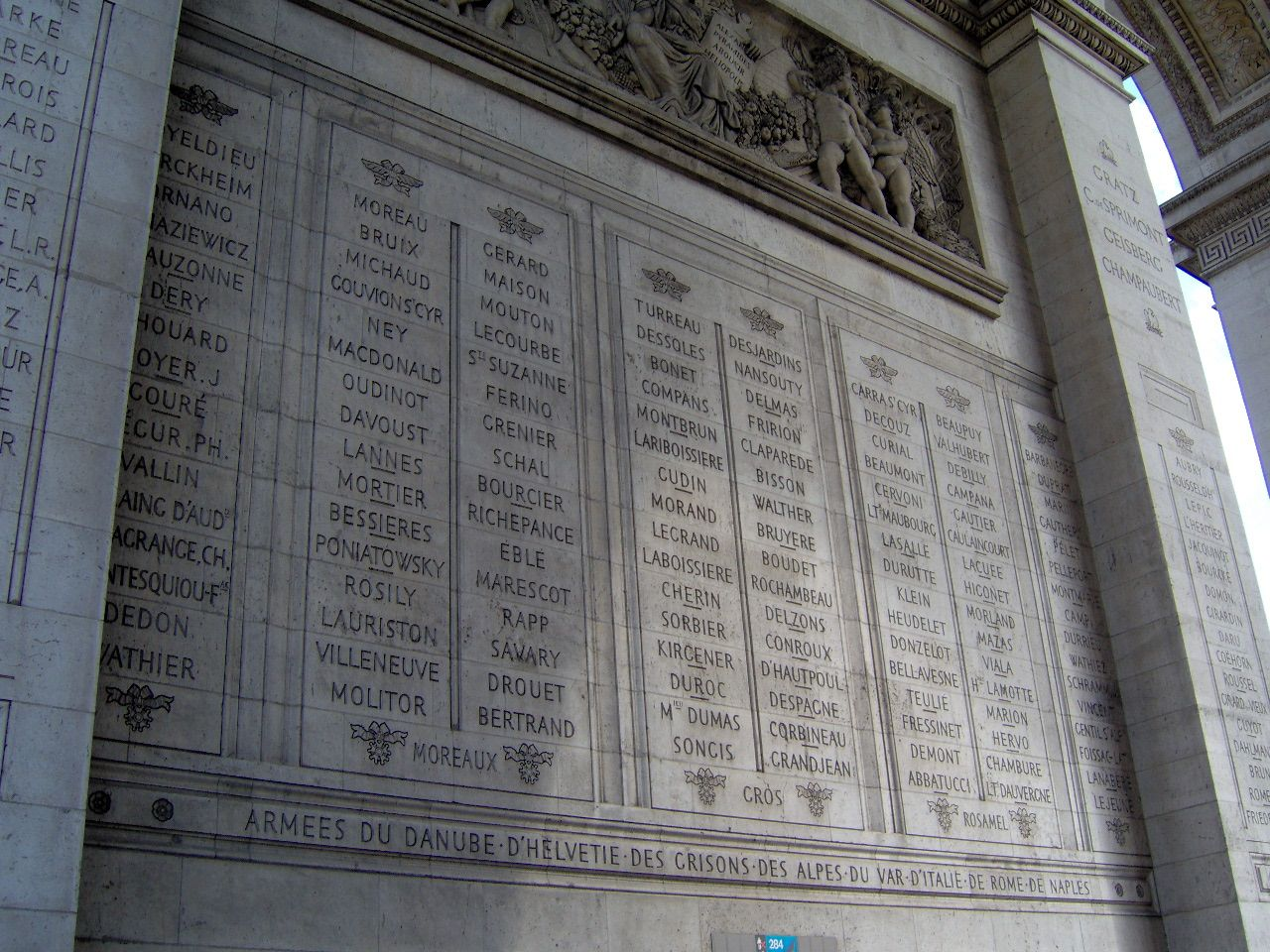
동쪽 기둥
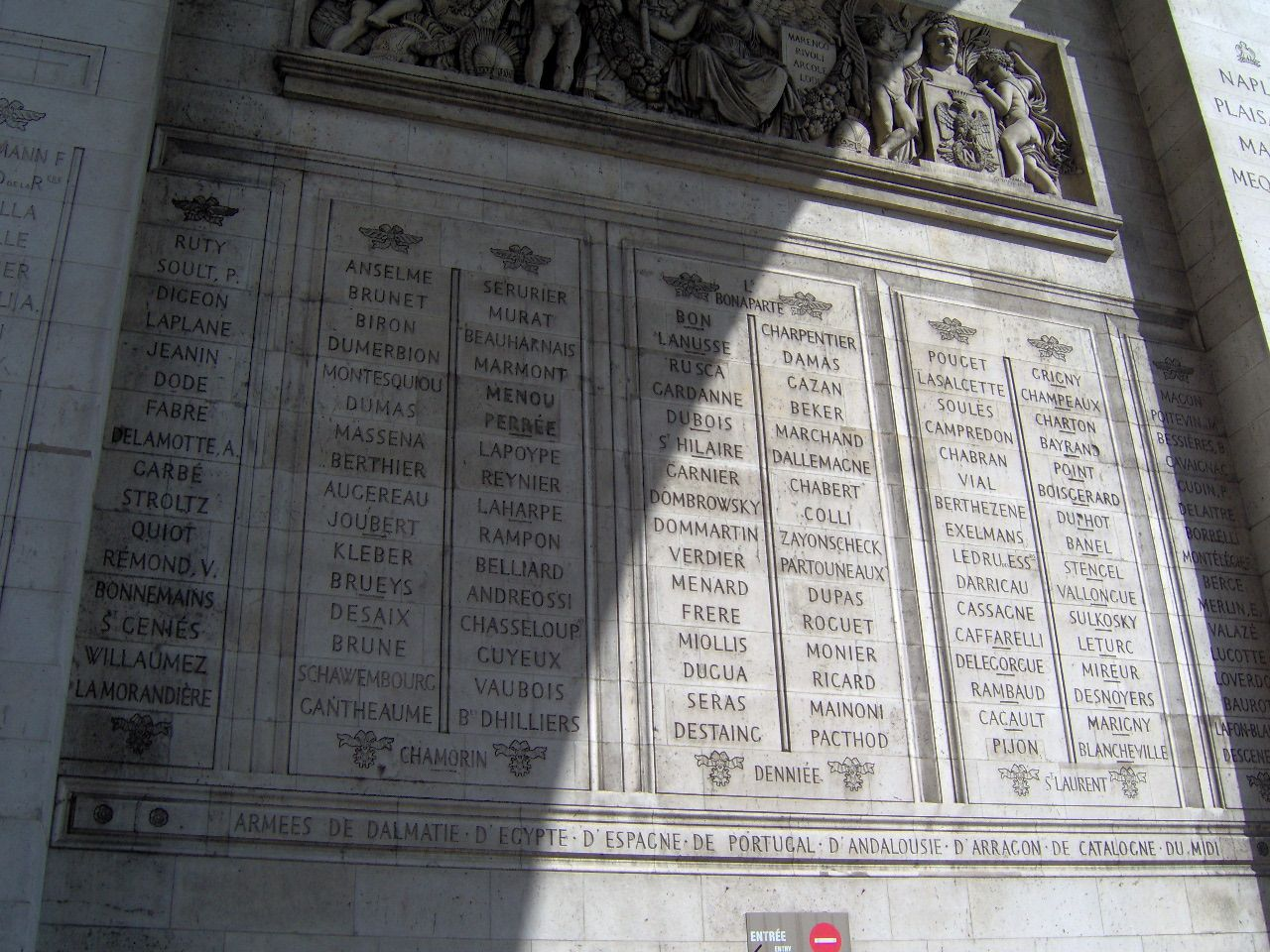
남쪽 기둥
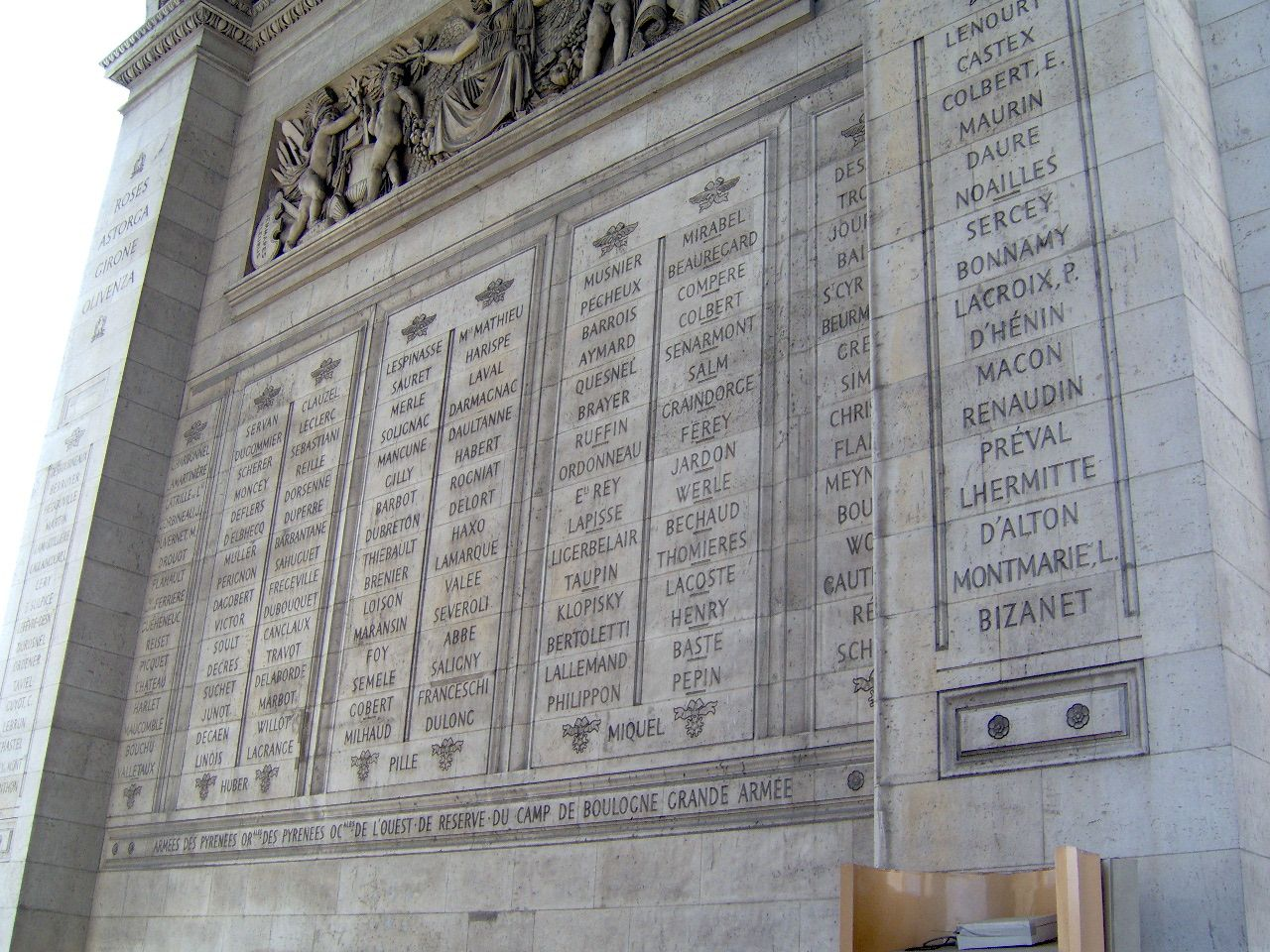
서쪽 기둥

아치의 상단 부분은 그리스 로마 신화의 인물들로 장식되어 있다. 또한 아치 하부의 천장은 21개의 석조 장미들이 장식되어 있다.

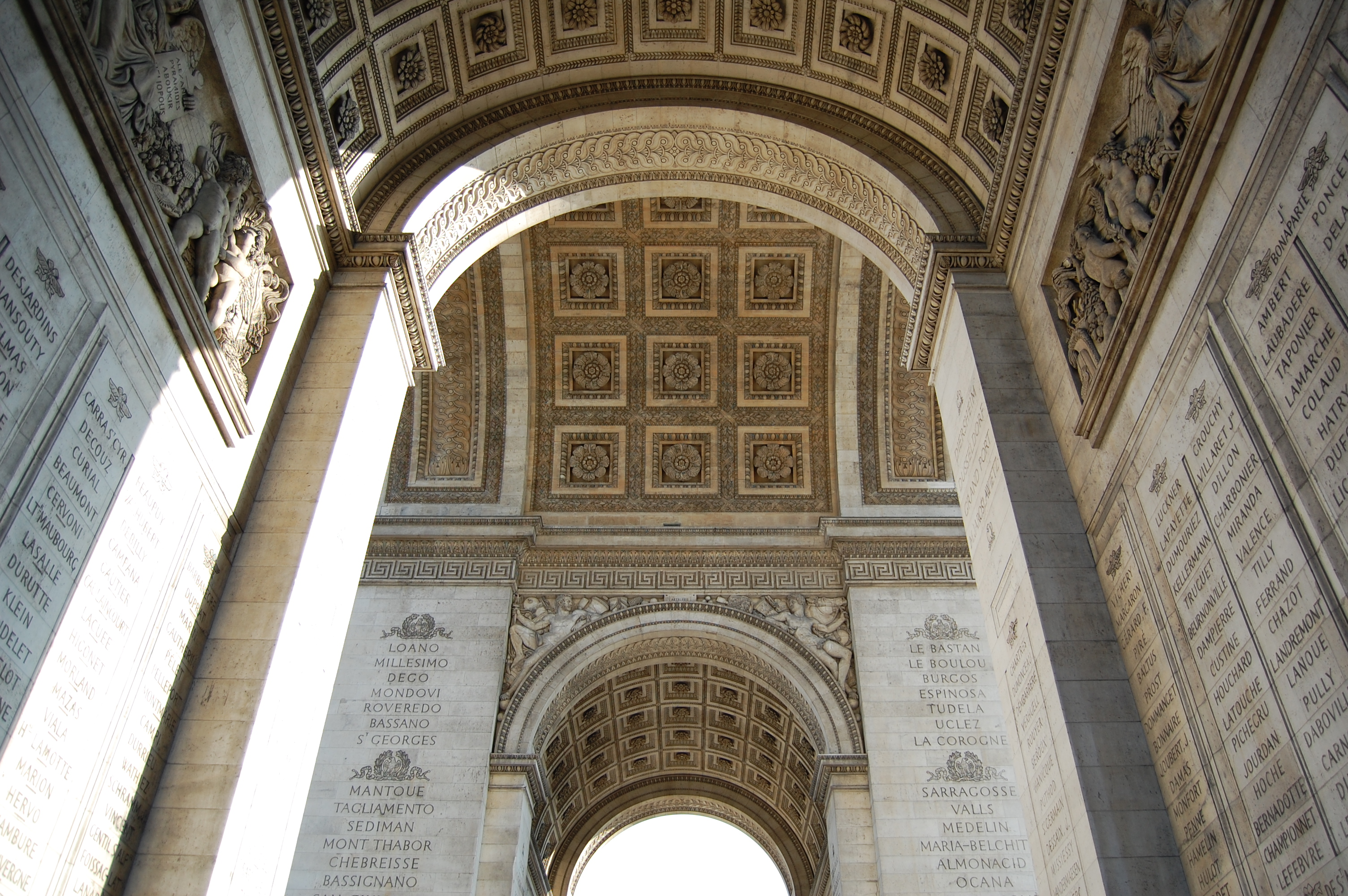
개선문 아치의 천장
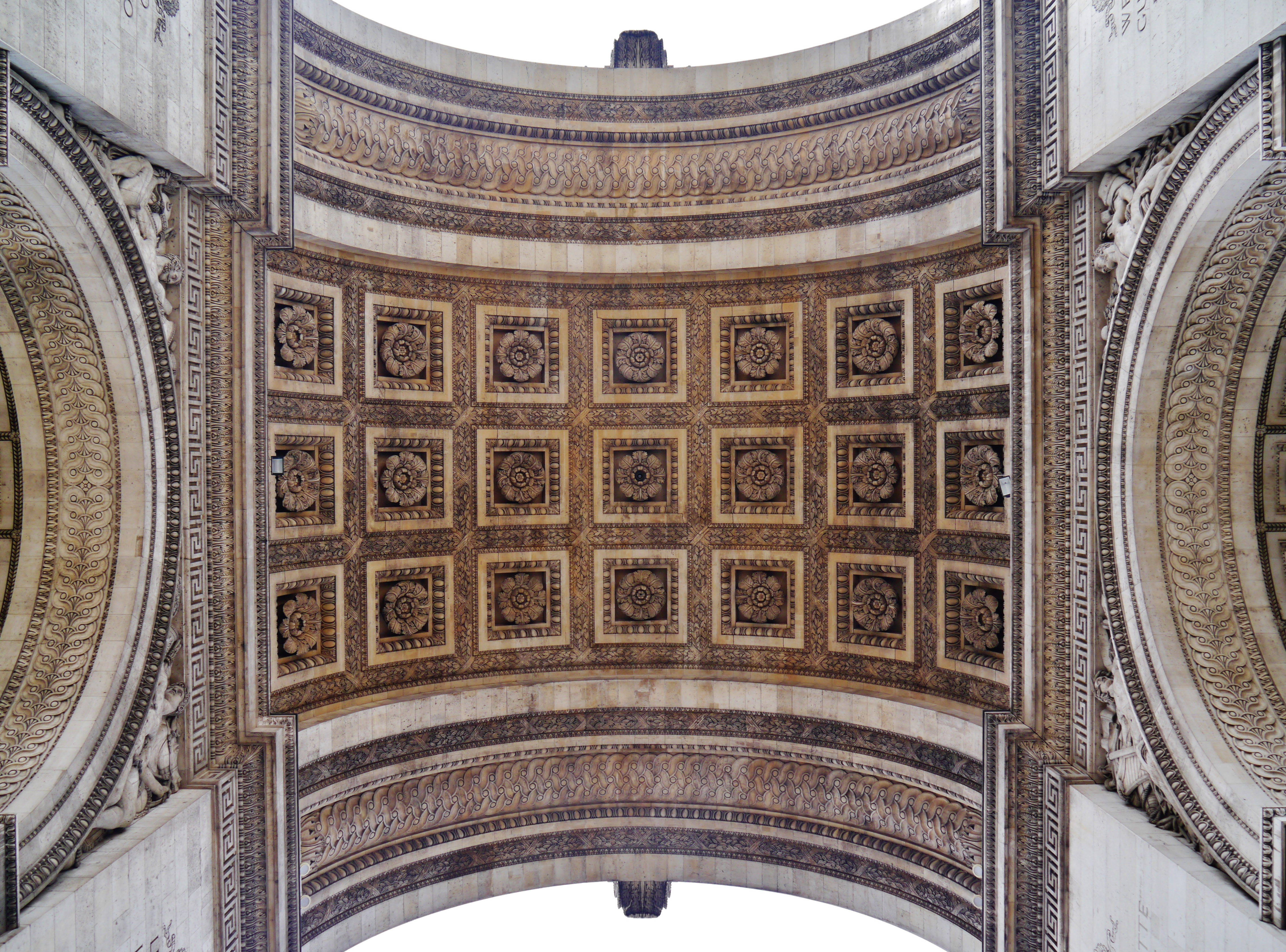
개선문 아치의 천장
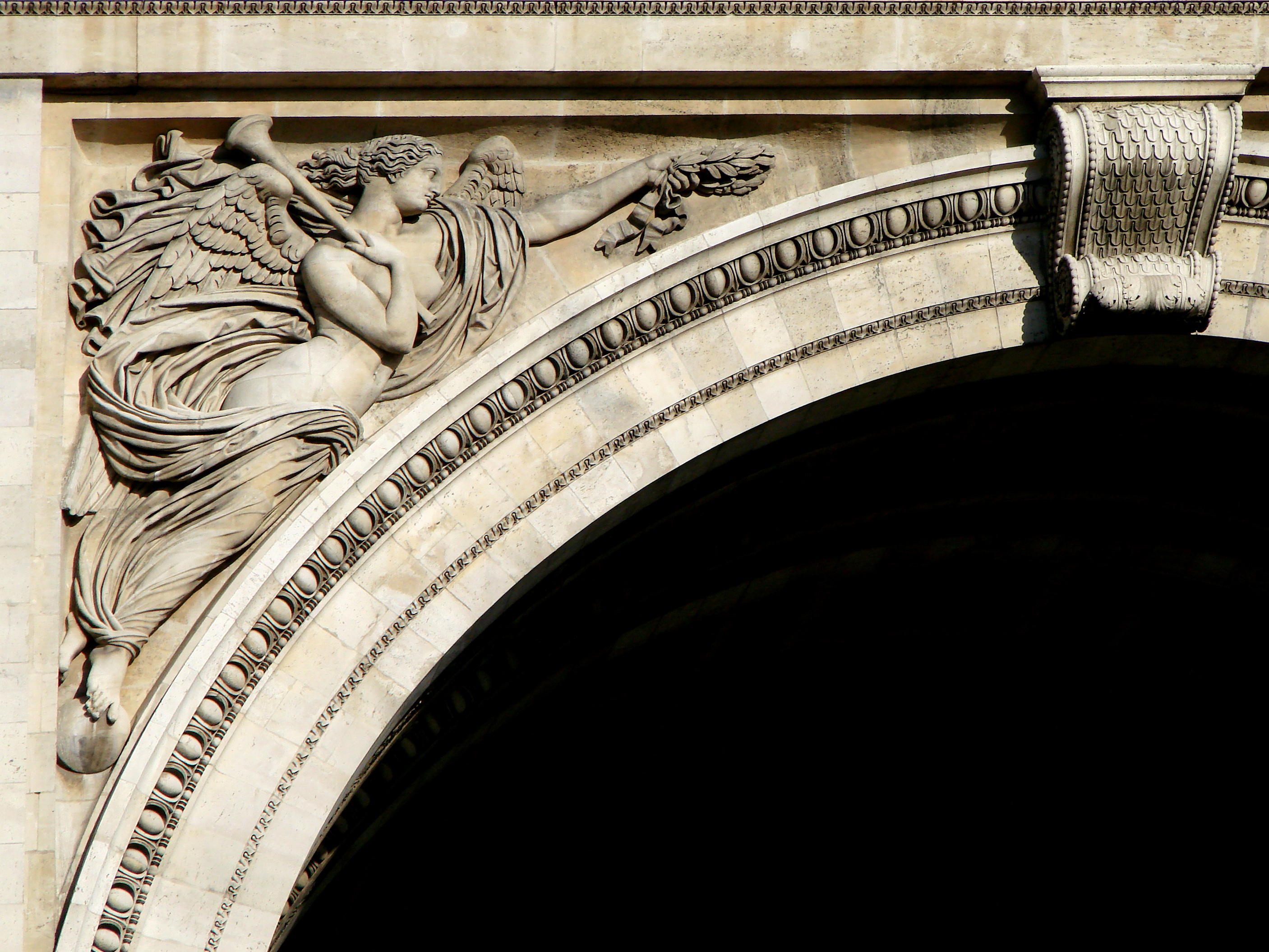
아치 장식
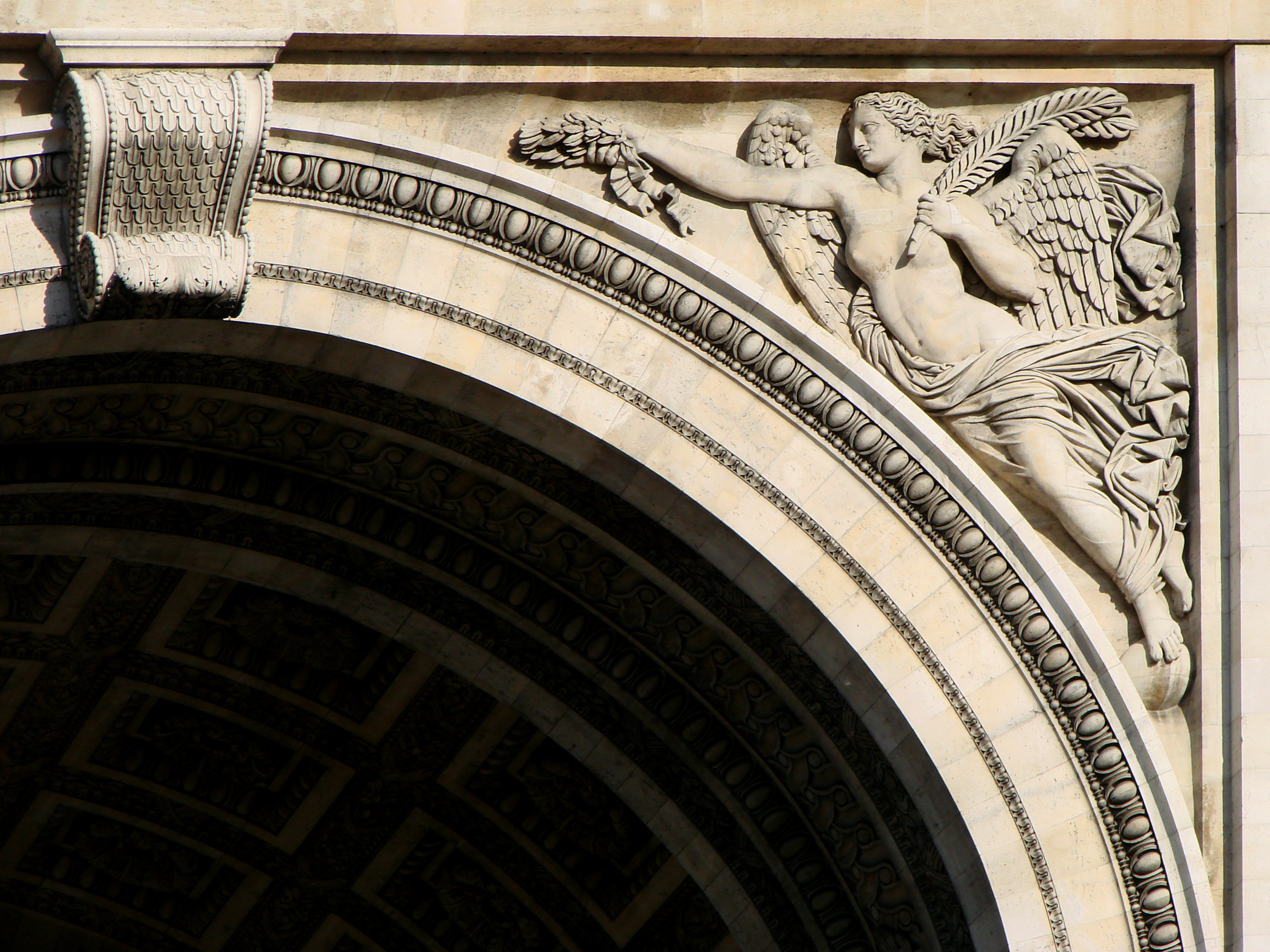
아치 장식

## 갤러리

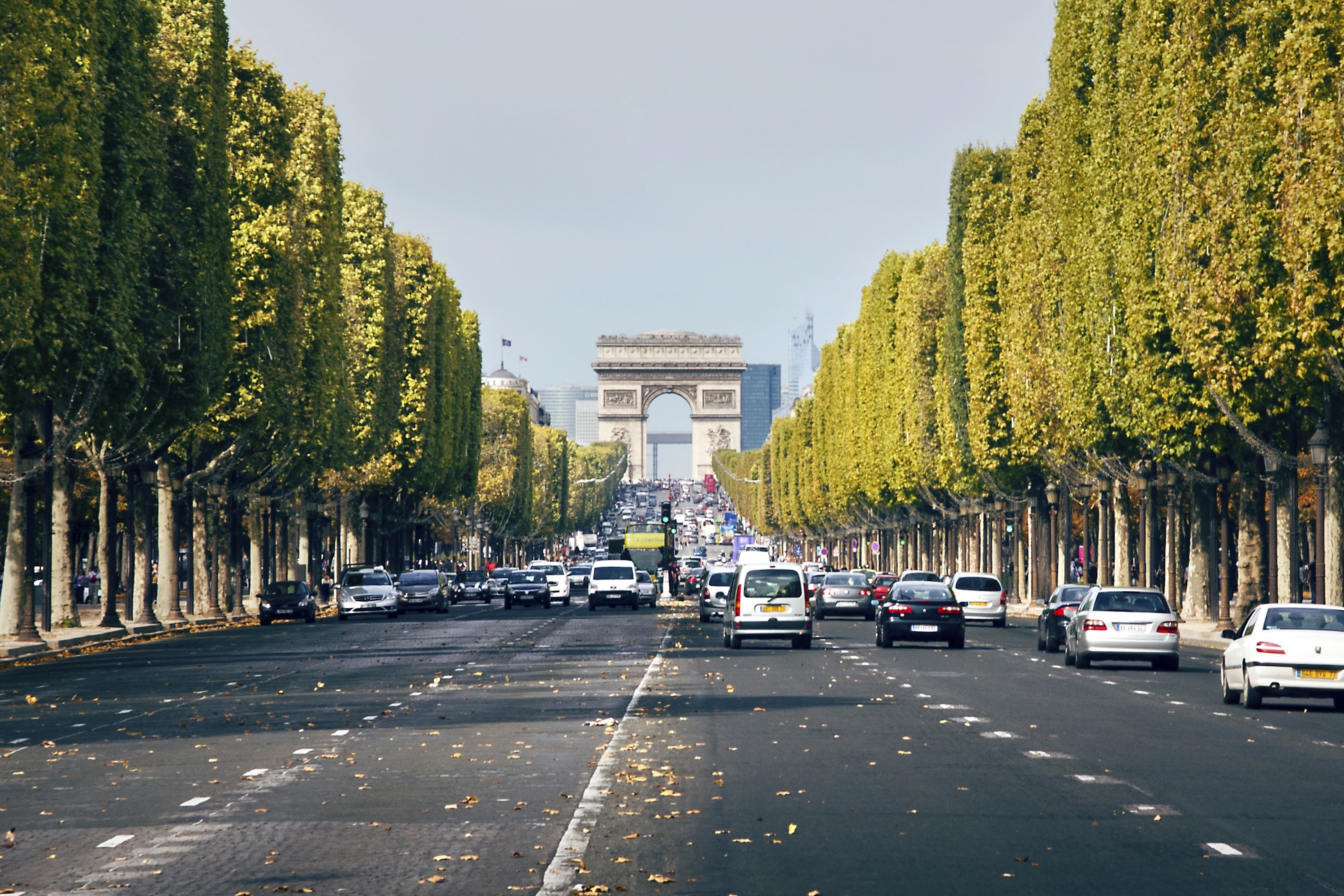
샹젤리제 거리
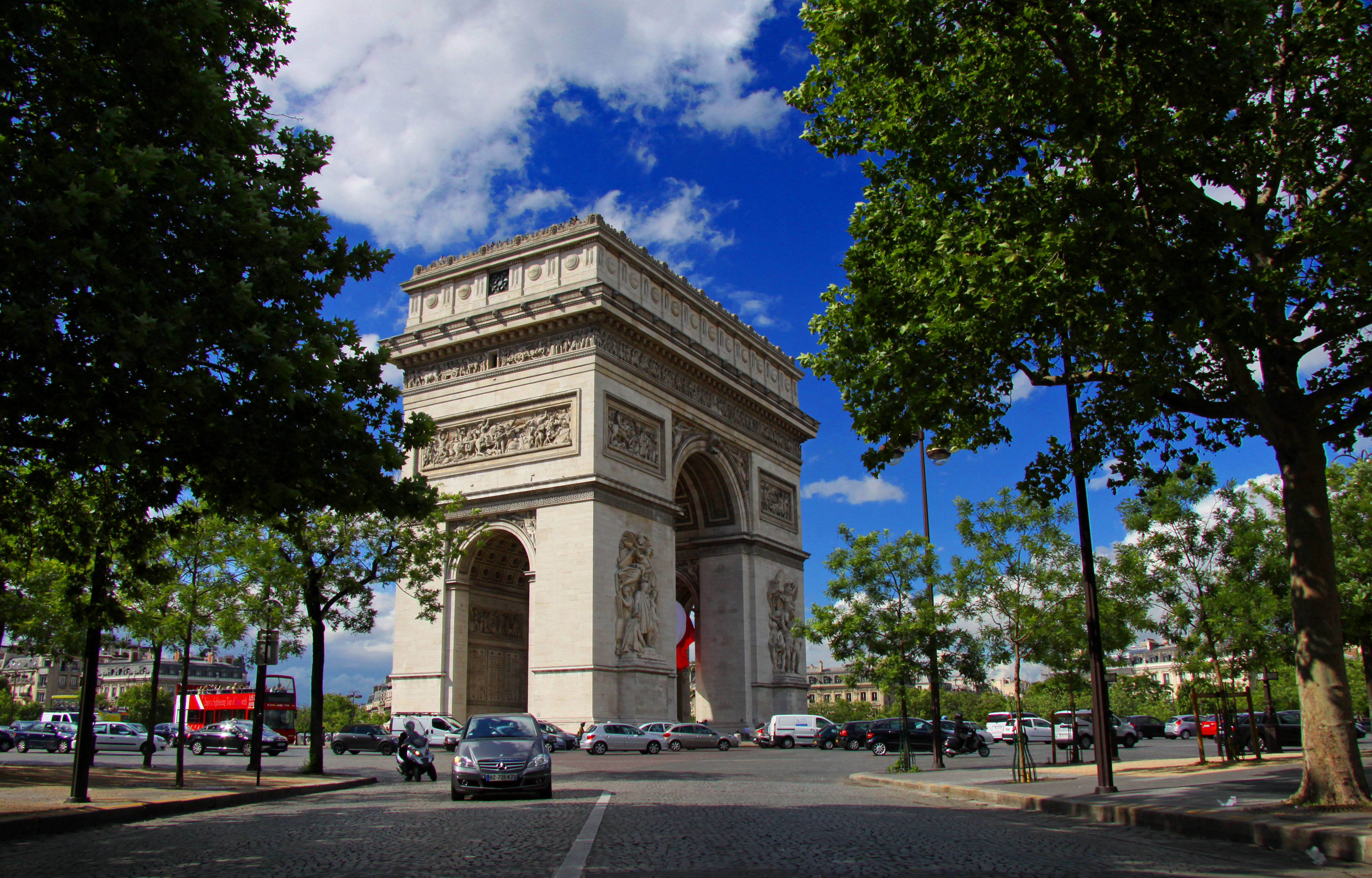
샤를 드골 광장
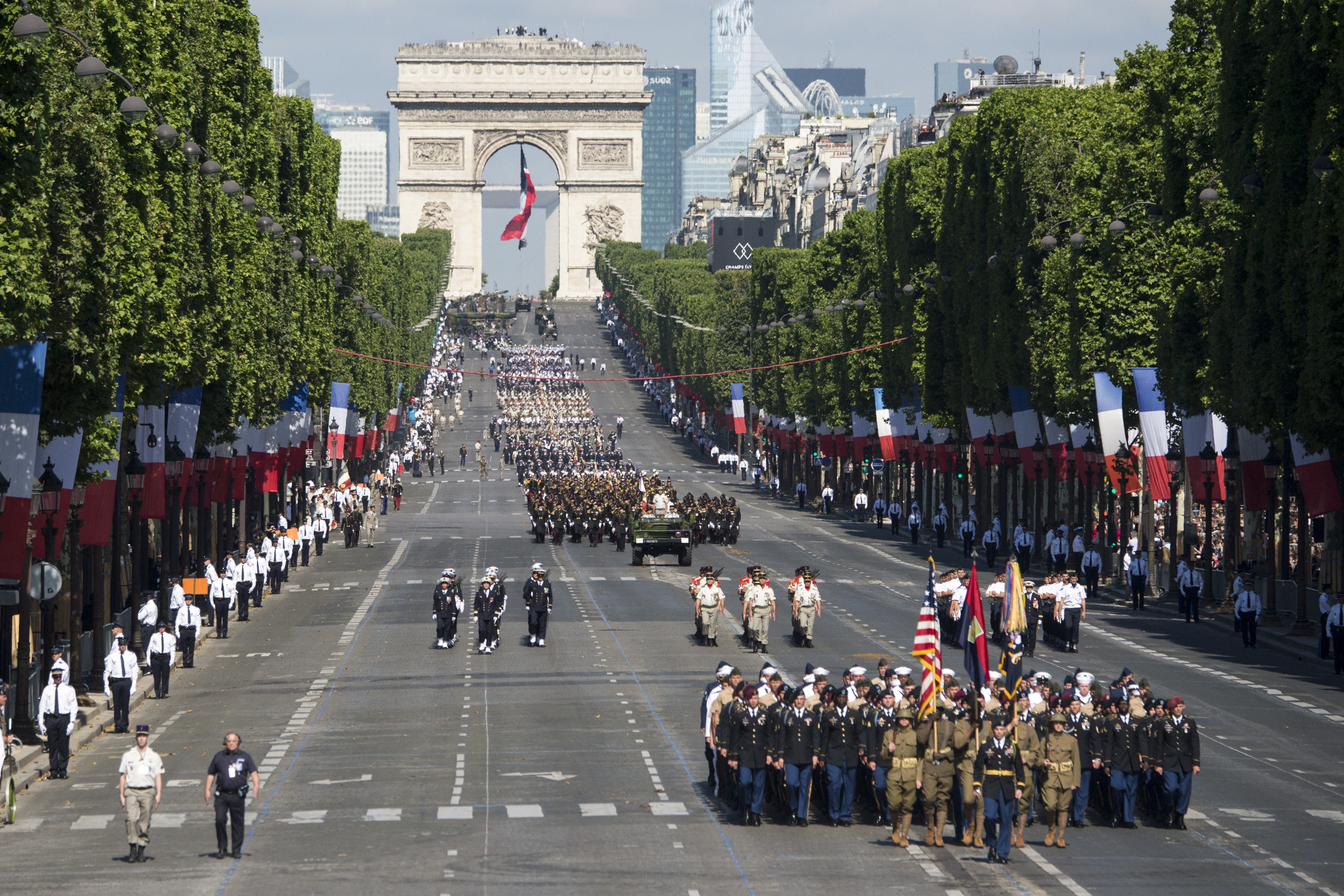
혁명 기념일
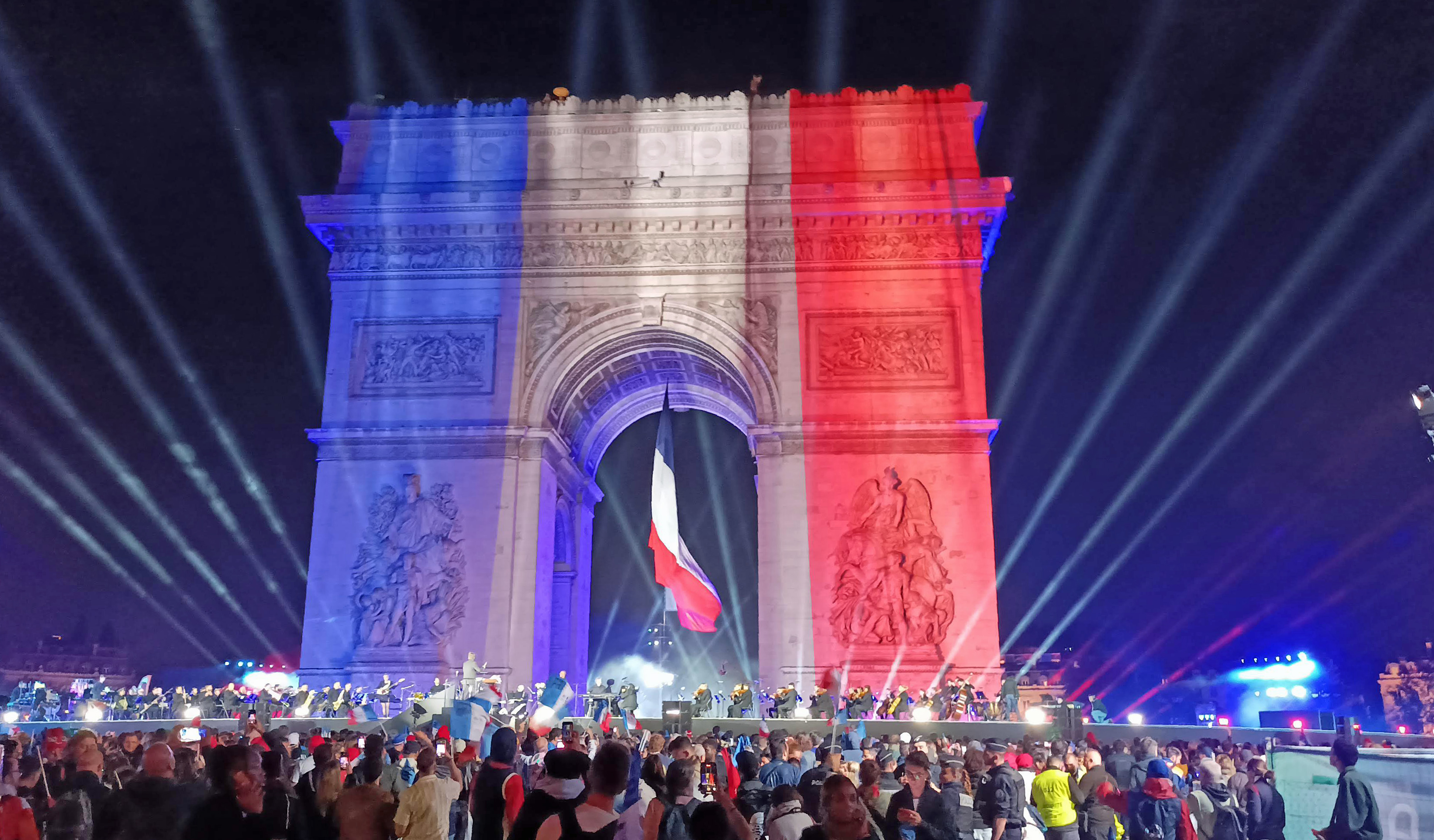
2024년 하계 올림픽

개선문 꼭대기에서 본 파리의 풍경

## 같이 보기
- 위키미디어 공용에 에투알 개선문 관련 미디어 분류가 있습니다.
- 개선문에 새겨진 이름들
- 개선문에 새겨진 전투
- 무명 용사의 무덤 (파리)
- 독립문
- 카루젤 개선문